# Alexandre-Théophile Vandermonde
Alexandre-Théophile Vandermonde (28 februarie 1735 – 1 ianuarie 1796) a fost un matematician, chimist și muzician francez ce a lucrat cu Bezout și Lavoisier; numele lui este în principal asociat cu teoria determinanților din matematică. El s-a născut și a murit în Paris.